# 秦野陆
秦野陆（日语：／ Hatano Riku，2002年6月19日—），是日本男子羽毛球运动员。埼玉縣埼玉市出生，先后毕业于芽室小学、帶廣市立第一初中、埼玉榮高中。

## 簡歷
2018年7月，秦野陆代表日本隊出戰印度尼西亚雅加达舉行的亞洲青年羽毛球錦標賽，帮助日本队在混合团体赛中取得铜牌。
2019年12月，秦野陆出战在美国加利福尼亚州橙縣举行的美國羽毛球國際挑戰賽并闯入男单半决赛，以1－2的比分不敌队友奈良岡功大止步四强。

## 主要比賽成績
只列出曾進入準決賽的國際賽事成績：
| 年份   | 賽事                     | 公開賽級別 | 項目     | 成績   |
| ------ | ------------------------ | ---------- | -------- | ------ |
| 2018年 | 亞洲青年羽毛球錦標賽     | 其他       | 混合團體 | 季軍   |
| 2019年 | 美國羽毛球國際挑戰賽     | 國際挑戰賽 | 男子單打 | 準決賽 |
| 2022年 | 斯洛伐克羽毛球公開賽     | 未來系列賽 | 男子單打 | 冠軍   |
| 2022年 | 墨西哥羽毛球國際挑戰賽   | 國際挑戰賽 | 男子單打 | 準決賽 |
| 2022年 | 湯姆斯盃                 | 其他       | 男子團體 | 季軍   |
| 2022年 | 聖但尼羽毛球公開賽       | 國際挑戰賽 | 男子單打 | 冠軍   |
| 2022年 | 蒙古國羽毛球國際挑戰賽   | 國際挑戰賽 | 男子單打 | 準決賽 |
| 2022年 | 北港羽毛球國際賽         | 國際挑戰賽 | 男子單打 | 亞軍   |
| 2023年 | 泰國羽毛球國際挑戰賽     | 國際挑戰賽 | 男子單打 | 準決賽 |
| 2023年 | 北馬里亞納羽毛球公開賽   | 國際挑戰賽 | 男子單打 | 準決賽 |
| 2024年 | 塞班島羽毛球國際賽       | 國際挑戰賽 | 男子單打 | 準決賽 |
| 2024年 | 印尼羽毛球國際挑戰賽     | 國際挑戰賽 | 男子單打 | 準決賽 |
| 2024年 | 印尼北干巴魯羽毛球大師賽 | 超級100賽  | 男子單打 | 準決賽 |
| 2024年 | 馬來西亞羽毛球國際挑戰賽 | 國際挑戰賽 | 男子單打 | 亞軍   |
| 2024年 | 吉隆坡羽毛球大師賽       | 超級100賽  | 男子單打 | 準決賽 |
| 2024年 | 印尼泗水羽球國際挑戰賽   | 國際挑戰賽 | 男子單打 | 亞軍   |

| 2018-2026年 | 總決賽 | 超級1000賽 | 超級750賽 | 超級500賽 | 超級300賽 | 超級100賽 | 國際挑戰賽 | 國際系列賽 | 未來系列賽 | 其他 |